# GP Dr. Eugeen Roggeman
De GP Dr. Eugeen Roggeman is een jaarlijkse wielerwedstrijd in het Oost-Vlaamse Stekene die sinds 1929 georganiseerd wordt. De wedstrijd is vernoemd naar dokter Eugeen Roggeman (1883-1965), die meer dan 38 jaar burgemeester was van Stekene (van 1927 tot 1965).

## Lijst van winnaars

### Meervoudige winnaars
| Overwinningen | Renner                  | Land      | Jaren            |
| ------------- | ----------------------- | --------- | ---------------- |
| 3             | Theo Middelkamp         | Nederland | 1936, 1944, 1945 |
| 2             | Karel De Baere          | België    | 1953, 1957       |
| 2             | Noël De Pauw            | België    | 1966, 1967       |
| 2             | André Dierickx          | België    | 1970, 1973       |
| 2             | Jean-Pierre Heynderickx | België    | 1993, 1995       |
| 2             | Kenny Dehaes            | België    | 2010, 2012       |

### Overwinningen per land
| Overwinningen | Land                                                                   |
| ------------- | ---------------------------------------------------------------------- |
| 81            | België                                                                 |
| 11            | Nederland                                                              |
| 2             | Verenigd Koninkrijk                                                    |
| 1             | Denemarken, Litouwen, Frankrijk, Ierland, Noorwegen, Italië, Duitsland |